# Notoacmea potae
Notoacmea potae is een slakkensoort uit de familie van de Lottiidae. De wetenschappelijke naam van de soort is voor het eerst geldig gepubliceerd in 2009 door Nakano, Marshall, Kennedy & Spencer.